# Ріхард Рінгер
Ріхард Рінгер (нім. Richard Ringer; нар. 27 лютого 1989) — німецький легкоатлет, який спеціалізується в бігу на довгі дистанції та марафонському бігу.

## Спортивні досягнення
Чемпіон Європи з марафонського бігу (2022). Срібний призер чемпіонату Європи у марафонському бігу в командному заліку (2022).
Бронзовий призер (2016) та фіналіст (4-е місце, 2014) чемпіонату Європи у бігу на 5000 метрів. Бронзовий призер чемпіонату Європи з напівмарафону в командній першості (2024).
Бронзовий призер (2017) та фіналіст (5-е місце, 2015) чемпіонату Європи в приміщенні у бігу на 3000 метрів.
Переможець Кубку Європи у бігу на 10000 метрів (2018).
Дворазовий переможець у бігу на 3000 метрів на командних чемпіонатах Європи (2014, 2015).
Учасник олімпійського марафонського забігу (2021), в якому на фініші був 26-м.
Учасник олімпійських змагань з бігу на 5000 метрів на Іграх-2016, де не зміг пройти далі попереднього забігу.
Фіналіст (14-е місце) змагань у бігу на 5000 метрів на чемпіонаті світу (2015).
Багаторазовий чемпіон Німеччини у різних дисциплінах бігу на довгі дистанції.